# ユルサ
ユルサ（Yrsa、Yrse、YrsまたはUrse、6世紀）は、初期のスカンディナヴィア文学の悲劇的なヒロイン。彼女の父親であり恋人であるハルガの物語などに登場する。ユルサに関係する人々は、ベーオウルフの登場人物と同一であるとみられている。